# Scopula wegneri
Scopula wegneri là một loài bướm đêm trong họ Geometridae.